# Ollie Lanvermann
Ollie Lanvermann ist ein deutscher Filmeditor.

## Leben
Ollie Lanvermann ist studierter Ingenieur der Nachrichtentechnik und seit 1993 als freier Editor tätig.

## Filmografie (Auswahl)
- 1991: Herbert Grönemeyer: Luxus Live 91
- 1991: EAV Live – Neunzig Minuten gemeine Verunsicherung
- 1994: Tatort: Jetzt und Alles
- 1996–1998: Im Namen des Gesetzes
- 1998: T.E.A.M. Berlin: Unternehmen Feuertaufe
- 1998: Der Handymörder
- 1999: Nur ein toter Mann ist ein guter Mann
- 1999: T.E.A.M. Berlin: Tödlicher Wind
- 2000. Der Millennium-Mann
- 2000: Heimliche Küsse – Verliebt in ein Sex-Symbol
- 2001: Fuck the Pigs! (Kurzfilm)
- 2001: Amokfahrt zum Pazifik (Fernsehfilm)
- 2001: Love Letters – Liebe per Nachnahme
- 2002–2003: Körner und Köter (Fernsehserie, 6 Folgen)
- 2002: Liebe unter Verdacht
- 2002: Polizeiruf 110: Angst um Tessa Bülow
- 2003: Spurlos – Ein Baby verschwindet
- 2003: Held der Gladiatoren
- 2003: Wenn Weihnachten wahr wird
- 2004: Allein unter Mädchen
- 2006: Es war Mord und ein Dorf schweigt
- 2006: Die Sturmflut
- 2006: Eine Liebe in Königsberg
- 2007: Unter Mordverdacht – Ich kämpfe um uns
- 2007: GSG 9 – Ihr Einsatz ist ihr Leben (Fernsehserie, 4 Folgen)
- 2007: 18 – Allein unter Mädchen (Fernsehserie, 7 Folgen)
- 2007: Albert – Mein unsichtbarer Freund
- 2007: Die Schatzinsel (Teil 2)
- 2007: Vermisst – Liebe kann tödlich sein
- 2008: Mein Schüler, seine Mutter & ich
- 2008: Tatort: Das schwarze Grab
- 2008: Die Hitzewelle – Keiner kann entkommen
- 2009: Frauen wollen mehr
- 2009: Mörder kennen keine Grenzen
- 2010: Sexstreik!
- 2010: Mörderischer Besuch
- 2010: Mord in bester Gesellschaft: Alles Böse zum Hochzeitstag
- 2011: Alles was recht ist – Sein oder Nichtsein
- 2011: Polizeiruf 110: Ein todsicherer Plan
- 2011: Ein Sommer in Paris
- 2012: Im Alleingang - Die Stunde der Krähen
- 2012: Die Mongolettes – Wir wollen rocken!
- 2012: Unter Frauen
- 2012: Heiter bis tödlich: Fuchs und Gans (Fernsehserie, 4 Folgen)
- 2013: Polizeiruf 110: Laufsteg in den Tod
- 2013: Helmut Schmidt – Lebensfragen
- 2014: Ein Fall von Liebe – Annas Baby
- 2014: Zwischen den Zeiten
- 2014: Alle unter eine Tanne
- 2015: Mein Sohn Helen
- 2015: Block B – Unter Arrest (3 Folgen)
- 2015: Die Klasse – Berlin 61
- 2015: Der Usedom-Krimi: Schandfleck
- 2016: Lotta & der dicke Brocken
- 2016–2021: Wilsberg (Fernsehreihe)
  - 2016: Wilsberg: Mord und Beton
  - 2017:  Die fünfte Gewalt
  - 2020:  Wellenbrecher
  - 2020:  Alles Lüge
  - 2021:  Unser tägliches Brot
- 2016: Der Usedom-Krimi: Engelmacher
- 2017: Ein starkes Team: Vergiftet
- 2017: Der Usedom-Krimi: Trugspur
- 2017: Der Barcelona-Krimi: Über Wasser halten
- 2017: Der Barcelona-Krimi: Tod aus der Tiefe
- 2018: Das Joshua-Profil
- 2018: Ein Fall für Dr. Abel: Zersetzt
- 2019: Ein starkes Team: Eiskalt
- 2019: Dein Leben gehört mir
- 2019: Ein Fall für Dr. Abel: Zerschunden
- 2019: Ein Fall für Dr. Abel: Zerbrochen
- 2019: Tatort: Die harte Kern
- 2021: Du sollst nicht lügen (Miniserie)
- 2021: Klara Sonntag – Kleine Fische, große Fische
- 2021: Zero
- 2022: Der Zürich-Krimi: Borchert und die bittere Medizin
- 2022: Auris – Der Fall Hegel
- 2022: Auris – Die Frequenz des Todes
- 2022: Riesending – Jede Stunde zählt
- 2024: Dünentod – Ein Nordsee-Krimi: Die Frau am Strand
- 2024: Tod in Mombasa
- 2024: Theresa Wolff – Lost